# 화각 (공예)

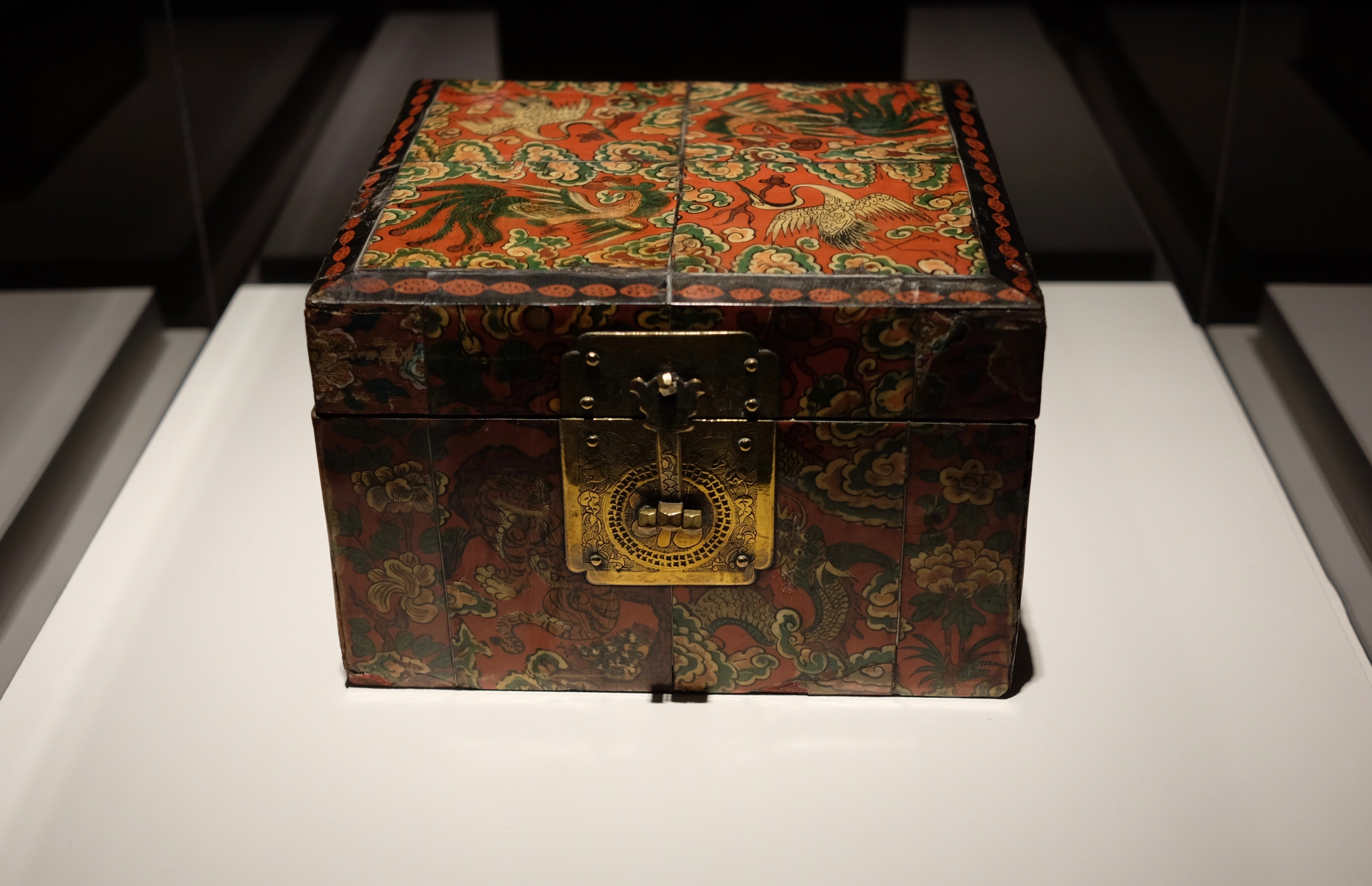
화각 함, 조선, 19세기, 소나무, 이화여자대학교 박물관

화각(華角)은 쇠뿔을 이용한 공예 기법 또는 그 제품이다. 장식적이며, 주로 궁의 장이나 가구 등에 쓰였다.